# راي أ. روبنسون
راي أ. روبنسون (بالإنجليزية: Ray A. Robinson)‏ هو ضابط أمريكي، ولد في 1 يونيو 1896 في لوس أنجلوس في الولايات المتحدة، وتوفي في 26 مارس 1976 في سياتل في الولايات المتحدة.